# Jemyliwka (wieś w obwodzie kirowohradzkim)
Jemyliwka (ukr. Ємилівка, pol. hist. Emilówka) – wieś na Ukrainie, w obwodzie kirowohradzkim, w rejonie hołowaniwskim, na wschodnim Podolu.
W czasach I Rzeczypospolitej Emilówka (która występowała także pod nazwą Jemiłówka) leżała w województwie bracławskim w prowincji małopolskiej Korony Królestwa Polskiego. W 1789 była prywatną wsią w kluczu hołowaniewskim, należącą do Potockich. Odpadła od Polski w wyniku II rozbioru.